# Donnelly (Alberta)
Donnelly es un pueblo canadiense situado en la provincia de Alberta.

## Superficie
Donnelly tiene una superficie de 1,26 km².

## Demografía
En 2021, tenía 338 habitantes, una densidad poblacional de 269 hab./km², y 185 viviendas.